# Jean Lindenmann
Jean Lindenmann (1924 – 2015) va ser un viròleg i immunòleg suís. Lindenmann, junt amb Alick Isaacs, co-descobrí i identificà l'interferó el 1957 en la seva recerca feta al National Institute for Medical Research. Interferó, un grup de proteïnes involucrades en la regulació immunològica i la defensa contra els virus, actualment serveix per al tractament de condicions com l'hepatitis C, esclerosi múltiple, i alguns càncers.
Lindenmann va néixer a Zagreb; el seu pare és suís i la seva mare francesa. La família viat es traslladà a Zuric.

## Alguns treballs
- Isaacs A, Lindenmann J. (1957) Virus interference. I. The interferon. Proceedings of the Royal Society Series B: Biological Sciences 147: 258–67
- Isaacs A, Lindenmann J, Valentine RC. (1957) Virus interference. II. Some properties of interferon. Proceedings of the Royal Society Series B: Biological Sciences 147: 268–73
- S taeheli P, Haller O, Boll W, Lindenmann J, Weissmann C. (1986) Mx protein: constitutive expression in 3T3 cells transformed with cloned Mx cDNA confers selective resistance to influenza virus. Cell 44: 147–58